# Gustave Bridel
Pour les articles homonymes, voir Bridel (homonymie).
Gustave Bridel est un ingénieur suisse né à Bienne le 26 octobre 1827 et mort à Berne le 3 décembre 1884.

## Biographie
Gustave Bridel est le fils de Vincent-Henry-Albert Bridel, fabricant d'indiennes à Bienne, et de Julie-Louise Neuhaus. Devenu orphelin jeune, il a été élevé par son oncle, Henri-François-Louis Verdan, copropriétaire de la fabrique d'indiennes Verdan. Il a fait ses études à Bienne et à Genève avant de poursuivre ses études d'ingénieur mécanicien à l'École centrale des arts et manufactures de Paris dont il sort diplômé en 1847.
Dès sa sortie de l'école, en 1847, il a travaillé pour la Compagnie des chemins de fer de l'Est, avant d'entrer dans une entreprise du bâtiment à Paris qui a construisit le palais de l'Industrie pour l'Exposition universelle de 1855.
Il retourne ensuite en Suisse où il crée une entreprise de construction de ponts à Yverdon qui a construit, entre autres, le viaduc de Vallorbe en 1869. À partir de 1868, il participe à la première correction des eaux du Jura. En 1873 il doit reprendre le chantier des Chemins de fer du Jura bernois (de). Il est resté à la direction de la compagnie jusqu'en 1879.
En 1879, il est appelé à la tête de la ligne de chemin de fer du Gothard, en crise, pour en achever la construction du tunnel et la mise en exploitation.
En 1883-1884, il dirige à Berne le chemin de fer Berne-Jura-Lucerne.
Gustave Bridel a été un des principaux constructeurs de voies de chemin de fer en Suisse.

## Famille
Il s'est marié Marie-Louise Carrel, fille d'Abraham-Louis, notaire à Yverdon. Il a eu trois enfants de son mariage, dont Gustave Bridel (1872-1966), chef d'arme de l'artillerie.

## Hommage
Son nom a été donné à un chemin à Bienne et à une rue à Berne.

## Publications
- avec Alexis Barrault, Le palais de l'industrie et ses annexes : description raisonnée du système de construction en fer et en fonte adopté dans ces bâtiments avec dessins d'exécution et tableaux des poids, E. Noblet éditeur, Paris et Liège, 1857 (lire en ligne)
- Tunnel mit maschineller Richtstollenbohrung : Zweckmässigkeit des Firststollen- oder des Sohlstollenbetriebes, Meyer & Keller, Luzern 1883
- Examen critique des systèmes d'exécution appliqués à la construction rapide des grands tunnels, Meyer & Keller, Lucerne, 1883

## Source
- (de) Cet article est partiellement ou en totalité issu de l’article de Wikipédia en allemand intitulé « Gustave Bridel » (voir la liste des auteurs).